# Robert Hayles
Robert John "Rob" Hayles (ur. 21 stycznia 1973 w Portsmouth) – brytyjski kolarz torowy i szosowy, dwukrotny medalista olimpijski oraz siedmiokrotny medalista mistrzostw świata.

## Kariera
Pierwszy sukces w karierze Robert Hayles osiągnął w 1994 roku, kiedy na igrzyskach Wspólnoty Narodów w Victorii zdobył srebrny medal w drużynowym wyścigu na dochodzenie. W tej samej konkurencji był dziesiąty na rozgrywanych w 1996 roku igrzyskach olimpijskich w Atlancie, a na igrzyskach Wspólnoty Narodów w Kuala Lumpur dwa lata później ponownie był drugi. Na mistrzostwach świata w Manchesterze w 2000 roku zdobył brązowy medal w indywidualnym wyścigu na dochodzenie, ulegając tylko dwóm Niemcom Jensowi Lehmannowi i Stefanowi Steinwegowi. W tym samym roku brał udział w igrzyskach olimpijskich w Sydney, gdzie był czwarty w tej konkurencji oraz w madisonie, a rywalizacji w szosowym wyścigu ze startu wspólnego nie ukończył. W 2003 roku wspólnie z Bryanem Steelem, Bradleyem Wigginsem i Paulem Manningiem był drugi w drużynowym wyścigu na dochodzenie na mistrzostwach świata w Stuttgarcie, podobnie jak na rozgrywanych rok później mistrzostwach w Melbourne, tym razem w drużynie ze Steelem, Manningiem i Chrisem Newtonem. W Melbourne Rob był także w wyścigu indywidualnym, przegrywając jedynie z Hiszpanem Sergi Escobarem. Kolejne dwa medale wywalczył podczas igrzysk w Atenach: drużyna brytyjska w składzie: Steve Cummings, Hayles, Manning, Wiggins, Newton i Steel zdobyła srebro, a ponadto Robert i Wiggins zdobyli także brązowy medal w madisonie. W indywidualnym wyścigu na dochodzenie zajął tam czwarte miejsce, przegrywając walkę o brąz z Escobarem. Największe sukcesy Hayles odniósł na mistrzostwach świata w Los Angeles w 2005 roku, gdzie był najlepszy w madisonie (w parze z Markiem Cavendishem) i drużynowo na dochodzenie (z Cummingsem, Manningiem i Newtonem). W 2006 roku wystąpił na igrzyskach Wspólnoty Narodów w Melbourne, gdzie wygrał w drużynowym wyścigu na dochodzenie, a indywidualnie był drugi. Ponadto wraz z Manningiem, Cummingsem i Geraintem Thomasem wywalczył drużynowo srebrny medal na mistrzostwach świata w Bordeaux w 2006 roku. W 2011 roku zakończył karierę.
W marcu 2008 roku został zawieszony po tym jak w jego krwi wykryto nieprawidłową wartość hematokrytu. Po dwóch tygodniach został odwieszony, jednak nie wziął udziału w mistrzostwach świata w Manchesterze oraz igrzyskach olimpijskich w Pekinie.. Jego żoną jest Vicky Horner – była reprezentantka Wielkiej Brytanii w pływaniu.